# Борисав Ристић
Борисав Ристић (Крагујевац, 31. децембар 1883 — Београд, 30. октобар 1967) био је високи официр српске војске и дивизијски генерал југословенске војске. Дужност министра војске, морнарице и ваздухопловства обављао је краткотрајно за време др Ивана Шубашића, председника Југословенске владе у егзилу.

## Биографија
Рођен је 31. децембра 1883. године у Крагујевцу, од оца Мирка. Име мајке није познато. У војску је ступио 1901, као питомац 34. класе ниже школе Војне Академије. Даље школовање је наставио као питомац 19. класе више школе Војне академије. Течно је говорио француски и немачки језик.
Био је ожењен два пута. Први пут се оженио Станом, кћерком Марјана Бирчанина трговца и народног посланика из Ваљева. Од 1924. године био је ожењен Софијом кћерком Венцеслава Хођере трговца из Ниша. Имао је четири сина: Мирка, Милоша, Жарка и Павла.

## Активна служба
По завршетку школовања, првим распоредом одређен је 1905. за водника у Другом пешадијском пуку. 28. фебруара 1908. постао је водник у Шестом пешадијском пуку. У Балканским ратовима 1912—1913. године постављен за командира 4. чете 3 батаљона 7. пешадијског пука I позива. На овој дужности је рањен 19. септембра 1913. код Галичника током Арнаутске побуне. Дана 27. децембра 1913. године, постављен је за командира 3. чете 2. батаљона 11. пешадијског пука. По окончању сукоба до мобилизације 1914. године, радио је на изради карата Нових области које су ослобођене у Балканским ратовима. У Првом светском рату 1914—1918. током мобилицазије постављен је за команданта железничке станице Влашко Поље. Од 26. августа 1914. именован је помоћником начелника Штаба Моравска дивизије другог позива. Током 1916. па све до 1918. постављен је за помоћника начелника Штаба Моравске дивизије и ту дужност је обављао до краја рата. 
Након завршетка Првог светског рата 24. марта 1919. године, постављен за помоћника и заступника начелника Штаба Осјечке дивизијске области. Дана 18. августа 1919. премештен на функцију начелника Штаба Банатских трупа, да бих 20. септембра исте године био на служби у Штабу Прве армијске области. Премештен 20. маја 1920. у Штаб Косовске дивизијске области за генералштабне послове да бих од 14. новембра био преведен у генералштабну струку. Начелник Штаба Дринске дивизијске области је постао 24. новембра 1921. године. Дана 1. априла 1925. постављен за вршиоца дужности помоћника начелника Штаба команде Прве армијске области а од 6. априла исте године премештен на дужност команданта 51. пешадијског пука. Поново је именован 19. марта 1926. за помоћника Штаба команде Прве армијске области. На нову дужност в.д. начелника Штаба команде Пете армијске области упућен 7. августа 1929. године. Вршилац дужности па командант Моравске дивизијске области је постао 23. септембра 1932. и ову дужност је обављао непуне две године. За помоћника Инспектора земаљске одбране постављен је 14. септембра 1934. године, а годину дана касније 14. октобра 1935. премештен за команданта Осјечке дивизијске области. Дана 27. новембра 1937. године, поново је постављeн за помоћника Инспектора земаљске одбране. Са ове дужности по сопственој молби пензионисан 28. септембра 1940. и преведен у резерву.
По избијању Априлског рата реактивиран из резерве и постављен је за команданта Мурске дивизијске области. Из заробљеништва се вратио у Београд да бих након тога избегао на партизанску територију и посредством НКОЈ пребачен у Италију под контролом савезника. Ставио се на располагање савезницима и посредством Британаца пребачен је у Лондон где се јавио Југословенској влади у егзилу. Чувши за његов долазак, а обзиром да Југословенска војска ван отаџбине више није имала активних генерала, понуђена му је 11. септембра 1944. године, функција министра војскe, морнарице и ваздухопловства у влади др Ивана Шубашића. Овај позив је прихватио да бих неколико месеци касније 26. јануара 1945. поднео оставку и заједно са пензионисаним армијским генералом Душаном Симовићем се вратио у Југославију.

## Официрско напредовање и одликовања
Унапређен је у чин: капетана друге класе 1. септембра 1912; капетана прве класе 31. октобра 1913; мајора 1. октобра 1915; потпуковника 14. октобра 1920; пуковника 14. октобра 1924; бригадног генерала 18. децембра 1929. и дивизијског генерала 1. априла 1934.
Одликован је Орденом Карађорђеве звезде.